# Mordellistena madecassa madecassa
Mordellistena madecassa madecassa es una subespecie de coleóptero de la familia Mordellidae.

## Distribución geográfica
Habita en Madagascar.